# Kateryna Reznik
Kateryna Reznik (en ukrainien : Катерина Резнік), née le 20 novembre 1995 à Kharkiv, est une nageuse synchronisée ukrainienne.

## Palmarès

### Championnats du monde
- Championnats du monde de natation 2019 à Gwangju :
  -  Médaille d'or en highlight.
  -  Médaille de bronze par équipe libre.
  -  Médaille de bronze en combiné.
  -  Médaille de bronze par équipe technique.
- Championnats du monde de natation 2013 à Barcelone :
  -  Médaille de bronze par équipe technique.
  -  Médaille de bronze en combiné.

### Championnats d'Europe
- Championnats d'Europe de natation 2020 à Budapest :
  -  Médaille d'or par équipe libre.
  -  Médaille d'or en combiné.
  -  Médaille d'or en highlight.
  -  Médaille d'argent par équipe technique.
- Championnats d'Europe de natation 2018 à Glasgow :
  -  Médaille d'or en combiné.
  -  Médaille d'argent par équipe libre.
- Championnats d'Europe de natation 2016 à Londres :
  -  Médaille d'argent en combiné.
- Championnats d'Europe de natation 2014 à Berlin :
  -  Médaille d'or en combiné.